# ليبرالية محافظة
الليبراليّة المُحافظة (بالإنجليزية: Conservative liberalism)‏ هي شكل من أشكال الليبرالية، تجمع ما بين القيم الليبراليّة والسياسات المُحافظة، أو هو مصطلح يُمثِّل ببساطة الجناح اليمينيّ من الحركة الليبراليّة. ويعدّ شكلاً أكثر إيجابيّة وأقل راديكاليّة من الليبراليّة الكلاسيكيّة.
تميل الأحزاب الليبراليّة المُحافظة إلى الجمع بين سياسة السوق الحر مع بعض المواقف التقليديّة بشأن القضايا الأخلاقيّة والاجتماعيّة. تُعدّ حركة المحافظين الجدد قريباً إيديولوجيّاً أو توأماً لليبراليّة المُحافظة، كما يوجد بعض التشابهات أيضًا بين الليبراليّة المُحافظة والليبراليّة القوميّة.

## موجز
يكتب الأستاذ روبرت كرايناك في جامعة كولجيت: «بدلًا من اتباع ليبراليّة تقدميّة (الليبراليّة الاجتماعيّة)، يميل الليبراليّون المُحافظون إلى الرجوع إلى المصادر ما قبل الحداثيّة مثل الفلسفة الكلاسيكيّة (بالاعتماد على أفكار الفضيلة والخير الشامل والحقوق الطبيعيّة)، والمسيحيّة (وأفكارها مثل القانون الطبيعيّ والطبيعة الاجتماعيّة للإنسان والخطيئة الأصليّة)، والمؤسسات العريقة (مثل القانون العام والهياكل المؤسساتيّة والتراتبيّة الاجتماعيّة)». وبسبب ذلك، تُبنى ليبراليّتهم على أسس مُحافظة.
يعني ذلك أنه بعد أفلاطون وأرسطو والقديس أوغسطين وتوما الأكويني وإدموند بيرك بدلًا من كانط ولوك، إنها تشمل تعاطف كبير مع سياسة الإغريق والجمهوريّة الرومانيّة والملكيّة المسيحيّة. ونظرًا لكونهم واقعيّين فهم يدركون أن السياسة الكلاسيكيّة وسياسة العصور الوسطى لا يمكن استعادتها هذه الأيام. ولكونهم أخلاقيّين، فهم يرون أن تجربة الحداثة في الحرية والحكم الذاتيّ لها تأثير إيجابيّ على تحسين الكرامة الإنسانيّة بالإضافة لتوفير منفذ (حتى في خضم الثقافة الشعبيّة) للرجاء المتعاليّ للخلود. عمليًّا، تؤسس الليبراليّة المُحافظة للحرية المنظَّمة تحت الإله وتؤسس أيضًا للضمانات الدستوريّة ضد الاستبداد. كما تُظهر أن نظامًا من الحريّة مبنيًّا على الأخلاق التقليديّة والثقافة المسيحيّة الكلاسيكيّة هو إنجاز يجب أن يكون الناس فخورين به، بدلًا من أن يهاجموه ثقةً في الحضارة الغربيّة.
وفي السياق الأوروبيّ، فإنه لا يجب خلط الليبراليّة المُحافظة مع التيار المُحافظ الليبراليّ (المحافظة الليبراليّة)، وهي نموذج من التيار المُحافظ يجمع بين الرؤى المُحافظة مع السياسات الليبراليّة في الاقتصاد والقضايا الأخلاقيّة والاجتماعيّة. تعود جذور الليبراليّة المُحافظة إلى بدايات تاريخ الليبراليّة. حتى الحربين العالميتين، كانت معظم دول أوروبا قائمة سياساتها على الليبراليّين المُحافظين، من ألمانيا حتى إيطاليا. سببت الأحداث الواقعة في تلك الفترة مثل الحرب العالمية الأولى 1917 تحوُّل اشكال راديكياليّة من الليبراليّة الكلاسيكيّة إلى صورة أكثر مُحافظة (أكثر اعتدالًا) من الليبراليّة. تميل الأحزاب الليبراليّة المُحافظة إلى التكوُّن في البلدان الأوروبيّة حيثما لا يوجد حزب علمانيّ محافظ قويّ، وحيثما لم تكن قضية الفصل بين الدولة والكنيسة مُلحّة. تطورت تلك النسخة المُحافظة من الليبراليّة في تلك الدول التي كانت أحزابها المُحافظة أحزاباً ديمقراطيّة مسيحيّة.
أمَّا في الولايات المتحدة، فيُصنَّف المحافظون الجدد على أنهم ليبراليّون محافظون، طبقًا للأستاذ في كلية بيري بيتر لاولر فإنهُ: «في أمريكا اليوم، يرى الليبراليّون المسؤولون –الذين يُطلق عليهم المحافظون الجدد- أن الليبراليّة تعتمد على البشر الذين هم معنيّون بالأطفال ووطنيّون ومتديِّنون. يمدح الليبراليّون المسئولون هذه الميول غير الفرديّة في محاولة لتدعيم الليبراليّة. كانت واحدة من شعاراتهم "السوسيولوجيا المُحافظة مع السياسة الليبراليّة". يعتبر الليبراليّون الجدد أن سياسة الأفراد العقلاء الأحرار تعتمد على العالم الاجتماعي قبل-السياسيّ، وهو ليس عالمًا حرًا ولا عقلانيًّا البتة. في السياق الأمريكيّ، لا يجب أن نخلط بين الليبراليّة المحافظة والمحافظة الليبراليّة مع المحافظة الليبرتاريّة المتأثرة باليمين الليبرتاريّ.»

## أبرز الأحزاب
- أستراليا : الحزب الليبرالي الأسترالي
- الولايات المتحدة: الحزب الجمهوري
- الولايات المتحدة: الحزب الدستوري
- المملكة المتحدة: حزب استقلال المملكة المتحدة
- المملكة المتحدة: حزب المحافظين